# 盧茨 (佛羅里達州)
盧茨（英語：Lutz）是位於美國佛羅里達州希爾斯波羅縣的一個人口普查指定地區。

## 地理
盧茨的座標為28°08′22″N 82°27′43″W / 28.13944°N 82.46194°W，而該地最高點為海拔高度21米（即69英尺）。

## 人口
根據2010年美國人口普查的數據，盧茨的面積為70.20平方千米，當中陸地面積為63.80平方千米，而水域面積為6.40平方千米。當地共有人口19344人，而人口密度為每平方千米275人。